# Talcahuano (kommun)
Comuna de Talcahuano är en kommun i Chile.   Den ligger i provinsen Provincia de Concepción och regionen Región del Biobío, i den södra delen av landet, 400 km sydväst om huvudstaden Santiago de Chile.
Runt Comuna de Talcahuano är det mycket tätbefolkat, med 1 573 invånare per kvadratkilometer.